# Filiale
Pour les articles homonymes, voir La Filiale.
 (février 2009).
Si vous disposez d'ouvrages ou d'articles de référence ou si vous connaissez des sites web de qualité traitant du thème abordé ici, merci de compléter l'article en donnant les références utiles à sa vérifiabilité et en les liant à la section « Notes et références ».
Une filiale, aussi appelée société filiale, est une entreprise qui est contrôlée par une autre société dite société mère, le terme « contrôle » signifiant que la société mère détient suffisamment de droits de vote en assemblée générale d'actionnaires pour pouvoir y imposer ses décisions. Le fait de contrôler la filiale permet généralement à la société mère de prendre une part prépondérante à la nomination des personnes qui administrent ou dirigent la société filiale (administrateurs, présidence, direction générale, gérance…). Ces nominations doivent cependant se faire en conformité avec la législation en vigueur et selon les règles édictées par les statuts de la filiale.

## Définition
L'article L233-1 du Code de commerce français indique que « lorsqu'une société possède plus de la moitié du capital d'une autre société, la seconde est considérée [...] comme filiale de la première ».
Lorsqu'une société détient une participation dans le capital d'une autre entreprise, mais n'exerce pas de contrôle, on utilise alors l'expression « d'entreprise associée », c'est notamment le cas des participations minoritaires.
La filiale constitue une entité morale distincte de la société mère sur le plan juridique, à la différence d'une succursale, ou encore d'un département de l'organigramme.

## Contrôle
Les filiales peuvent également elles-mêmes contrôler leurs propres filiales (appelées sous-filiales) et ainsi de suite. Dans ce cas, on a un contrôle en cascade. La société mère qui est située en amont de ce système de contrôle en cascade, et qui elle-même n'est pas contrôlée par une autre société, est appelée « tête de groupe ». La tête de groupe peut ainsi contrôler indirectement des sous-filiales sans avoir besoin de détenir elle-même ni la majorité des droits de vote correspondant, ni la majorité du capital concerné. L'ensemble constitué de la maison mère et de ses filiales et sous-filiales est appelé un « groupe d'entreprises » ou plus simplement un « groupe ». On parle de contour élargi du groupe lorsqu'on y inclut l'ensemble de toutes les sociétés dépendant du groupe, quel que soit leur degré de dépendance vis-à-vis du centre de décision.
Certains groupes d'entreprises de très grandes dimensions comportent de nombreuses filiales et sous-filiales, celles-ci n'étant pas forcément dans le même pays que la maison mère, ni même soumises à la même règlementation. Pour certaines activités et certains projets, ils travaillent souvent aussi en partenariat ou consortium avec d'autres entreprises (notion d'entreprise étendue).

## Holding
Lorsque l'activité d'une société consiste principalement à détenir des participations dans d'autres sociétés, on appelle cette société une « holding », ou « société faîtière » en Suisse, ou encore une « société de portefeuille » au Canada et en Belgique.